# Stefan Nimke
Stefan Nimke (Hagenow, 1º marzo 1978) è un pistard tedesco, vincitore di sei titoli mondiali e dell'oro olimpico nella velocità a squadre ai Giochi di Atene 2004.

## Carriera
Cominciò a gareggiare nel ciclismo all'età di nove anni; a quindici anni vinse il primo titolo nazionale nella categoria Juniores, mentre a diciannove, nel 1997, debuttò ai campionati del mondo open su pista di Perth conquistando la medaglia di bronzo nel chilometro da fermo.
Conquistò la prima maglia iridata nel 2003 a Stoccarda, vincendo la prova del chilometro, e si ripeté poi per altre cinque volte: si laureò infatti campione del mondo del chilometro nel 2009, nel 2011 e nel 2012, e della velocità a squadre nel 2010 e nel 2011. Fece sue anche altre sette medaglie di bronzo, portando a quattordici il bottino di medaglie mondiali vinte in carriera.
Rappresentò inoltre la Germania in tre edizioni dei Giochi olimpici, nel 2000 a Sydney (vinse l'argento nel chilometro da fermo), nel 2004 ad Atene – fu bronzo nel chilometro e oro, con Jens Fiedler e René Wolff, nella velocità a squadre – e nel 2008 a Pechino, conquistando il bronzo nella velocità a squadre.
In carriera si è aggiudicato anche una dozzina di titoli nazionali tra chilometro, keirin e velocità, oltre a quindici prove di Coppa del mondo e a due titoli europei Elite nella velocità a squadre.

## Palmarès
- 1997

3ª prova Coppa del mondo, Chilometro (Fiorenzuola d'Arda)
Campionati europei, Velocità a squadre Under-23 (con Jens Fiedler ed Eyk Pokorny)
Campionati europei, Chilometro Under-23
- 1998

1ª prova Coppa del mondo, Chilometro (Cali)
2ª prova Coppa del mondo, Velocità a squadre (Victoria, con Jens Fiedler e Jan Van Eijden)
- 1999

Campionati tedeschi, Chilometro
3ª prova Coppa del mondo, Velocità a squadre (Valencia, con Jens Fiedler ed Eyk Pokorny)
- 2000

Campionati tedeschi, Chilometro
4ª prova Coppa del mondo, Chilometro (Torino)
- 2001

Campionati tedeschi, Velocità
Campionati europei, Velocità a squadre Under-23 (con Carsten Bergemann e Matthias John)
5ª prova Coppa del mondo, Chilometro (Ipoh)
- 2002

Campionati tedeschi, Velocità a squadre (con Carsten Bergemann e Jens Fiedler)
- 2003

1ª prova Coppa del mondo, Chilometro (Mosca)
Coppa del mondo, Chilometro
Campionati del mondo, Chilometro
- 2004

2ª prova Coppa del mondo, Chilometro (Aguascalientes)
Campionati tedeschi, Velocità a squadre (con Carsten Bergemann e Jens Fiedler)
Giochi olimpici, Velocità a squadre (con Jens Fiedler e René Wolff)
- 2005

Campionati tedeschi, Velocità
Campionati tedeschi, Keirin
1ª prova Coppa del mondo 2005-2006, Velocità a squadre (Mosca, con Carsten Bergemann e Matthias John)
1ª prova Coppa del mondo 2005-2006, Chilometro (Mosca)
- 2006

Campionati tedeschi, Velocità a squadre (con Carsten Bergemann e Benjamin Wittmann)
Campionati tedeschi, Keirin
- 2008

3ª prova Coppa del mondo 2008-2009, Velocità a squadre (Cali, con Carsten Bergemann e Robert Förstemann)
3ª prova Coppa del mondo 2008-2009, Chilometro (Cali)
- 2009

Campionati del mondo, Chilometro
1ª prova Coppa del mondo 2009-2010, Chilometro (Manchester)
- 2010

Campionati del mondo, Velocità a squadre (con Robert Förstemann e Maximilian Levy)
Grand Prix Germany, Velocità a squadre (con Marc Schröder e Tobias Wächter)
Campionati tedeschi, Velocità a squadre (con Marc Schröder e Tobias Wächter)
Campionati tedeschi, Chilometro
Campionati europei, Velocità a squadre (con Robert Förstemann e Maximilian Levy)
- 2011

Campionati del mondo, Velocità a squadre (con René Enders e Maximilian Levy)
Campionati del mondo, Chilometro
Campionati tedeschi, Chilometro
Campionati europei, Velocità a squadre (con René Enders e Robert Förstemann)
2ª prova Coppa del mondo 2011-2012, Velocità a squadre (Cali, con René Enders e Maximilian Levy)
- 2012

4ª prova Coppa del mondo 2011-2012, Chilometro (Londra)
Campionati del mondo, Chilometro

## Piazzamenti

### Competizioni mondiali
- Campionati del mondo

Perth 1997 - Chilometro: 3º
Bordeaux 1998 - Velocità a squadre: 3º
Bordeaux 1998 - Chilometro: 4º
Berlino 1999 - Velocità a squadre: 3º
Berlino 1999 - Chilometro: 3º
Anversa 2001 - Chilometro: 6º
Anversa 2001 - Velocità: 6º
Stoccarda 2003 - Chilometro: vincitore
Melbourne 2004 - Chilometro: 4º
Los Angeles 2005 - Velocità a squadre: 3º
Los Angeles 2005 - Chilometro: 5º
Los Angeles 2005 - Velocità: eliminato agli ottavi
Bordeaux 2006 - Velocità a squadre: 5º
Bordeaux 2006 - Velocità: 3º
Palma di Maiorca 2007 - Velocità a squadre: 3º
Palma di Maiorca 2007 - Velocità: 6º
Manchester 2008 - Velocità a squadre: 4º
Manchester 2008 - Velocità: 36º
Pruszków 2009 - Velocità a squadre: 3º
Pruszków 2009 - Velocità: 12º
Pruszków 2009 - Chilometro: vincitore
Ballerup 2010 - Velocità a squadre: vincitore
Ballerup 2010 - Chilometro: 4º
Apeldoorn 2011 - Velocità a squadre: vincitore
Apeldoorn 2011 - Chilometro: vincitore
Melbourne 2012 - Velocità a squadre: 14º
Melbourne 2012 - Chilometro: vincitore
- Giochi olimpici[1]

Sydney 2000 - Chilometro: 2º
Sydney 2000 - Velocità a squadre: 7º
Atene 2004 - Velocità: eliminato al primo turno
Atene 2004 - Chilometro: 3º
Atene 2004 - Velocità a squadre: vincitore
Pechino 2008 - Velocità: 9º
Pechino 2008 - Velocità a squadre: 3º